# 최인영
최인영(崔仁榮, 1962년 3월 5일 ~ )은 대한민국의 전 축구 선수 및 지도자, 칼럼니스트다.

## 개요
서울체육고등학교와 서울시립대학교를 졸업했다. 월드컵이나 AFC 아시안컵 등의 국제 대회에서 좋은 기량을 선보여 '아시아 최고의 골키퍼'로 불리기도 하였다.

## 축구인 생활

### 선수 생활
1980년 실업 축구단인 서울시청에서 자신의 성인 축구 경력을 시작하였다.
K리그 창설 원년인 1983년 국민은행 까치에서 데뷔하였고, 1984년 울산 현대로 이적하여 1991년 K리그 준우승 등에 공헌하였다.
하지만 코칭스태프와 마찰을 빚으며 1993년부터 출장 기회를 잃어 백업으로 밀렸고, 1996년에는 정규 리그에서 뛰지 못한 채 은퇴하였는데 다음 해인 1997년에는 당시 주전 골키퍼였던 서동명이 국가대표팀에 차출되자 그 해 8월 16일 전남전에서 후보 선수로 등록하기도 했다.
2014년 고양 시민축구단의 골키퍼 코치로 부임하였으며 팀의 가용 골키퍼 자원의 부족으로 선수로도 등록하였다.

### 국가 대표 생활
1980년대 후반과 1990년대 초반 대한민국 대표팀의 주전 골키퍼로 활약했다. 1983년 3월 6일 한일 정기전에서 일본과의 경기로 A매치 데뷔전을 치렀고, 1990년 FIFA 월드컵과 1994년 FIFA 월드컵에서 주전 골키퍼로서 전 경기에 출장했다. 1994년 FIFA 월드컵 본선 C조 조별리그 2차전 볼리비아와 경기에서 무실점을 기록해 월드컵 본선 진출 사상 처음으로 클린시트를 기록하였다. 3차전 독일과의 경기에서 전반전에 3골을 내줘서 후반전에 이운재와 교체되었다.

### 지도자 생활
1996년에 은퇴한 후 울산 현대에서 골키퍼 코치로 활동하였다. 2005년에는 경일대학교의 코치를 맡았고, 2006년에는 전북 현대 모터스의 코치로 입단해 활동하였으나 2013년 시즌 후 전북과 재계약하지 못했다.
이후에는 휴식기를 갖고 있다가 K3리그 팀인 고양 시민축구단의 플레잉 코치로 합류했다.
2015년 용인시축구센터의 중등부팀의 코치로 부임하였으며, 2016년부터 고등부인 신갈고등학교 골키퍼 코치로 부임하였다.
그 외에는 간간히 축구 관련 칼럼을 기고하기도 한다.

## 그 외
1984년 7월 1일 대우 로얄즈와의 경기에서 퇴장당하여, K리그 최초로 퇴장당한 골키퍼가 되었다.
1994년 FIFA 월드컵 조별 리그 3차전 독일전에서는 3점을 헌납했는데, 그 중 2골을 위르겐 클린스만에게 허용해 그 때 언론으로부터 위르겐 클린스만을 신봉하는 골키퍼라는 비아냥을 들었다. 결국 전반전을 마친 후 이운재와 교체되었고, 이 경기는 그의 마지막 A매치가 되었다.

## 경력

### 선수 경력
- 1980년 ~ 1983년  서울시청
- 1983년  국민은행 까치
- 1984년 ~ 1996년  울산 현대 호랑이

### 국가 대표 경력
- 1984년 AFC 아시안컵 대표
- 1990년 FIFA 월드컵 대표
- 1990년 아시안 게임 대표
- 1994년 FIFA 월드컵 대표

### 지도자 경력
- 1997년 ~ 2003년 울산 현대 골키퍼 코치
- 2005년 경일대학교 코치
- 2006년 ~ 2013년 전북 현대 모터스 골키퍼 코치
- 2014년 고양 시민축구단 코치
- 2015년 용인 FC 중등부 코치
- 2016년 ~ 현재 신갈고등학교 골키퍼 코치

## 수상

### 클럽

#### 울산 현대
- K리그 우승 1회 (1996년)
- K리그 준우승 2회 (1988년, 1991년)
- 한국 프로 선수권 대회 우승 1회 (1986년)
- 아디다스 컵 우승 1회 (1995년)
- 아디다스 컵 준우승 1회 (1993년)

## 참고 자료
- 나의 선수 시절 7 최인영' 90년대 초중반을 대표했던 명수문장